# Pombeiro da Beira
Pombeiro da Beira é uma povoação portuguesa sede da Freguesia de Pombeiro da Beira do Município de Arganil, freguesia com 32,65 km² de área e 903 habitantes (censo de 2021), tendo, por isso, uma densidade populacional de 27,7 hab./km².
Foi vila e sede de concelho entre 1513 e 1836. Este era constituído pelas freguesias de Pombeiro e São Martinho da Cortiça. Tinha, em 1801, 3136 habitantes.

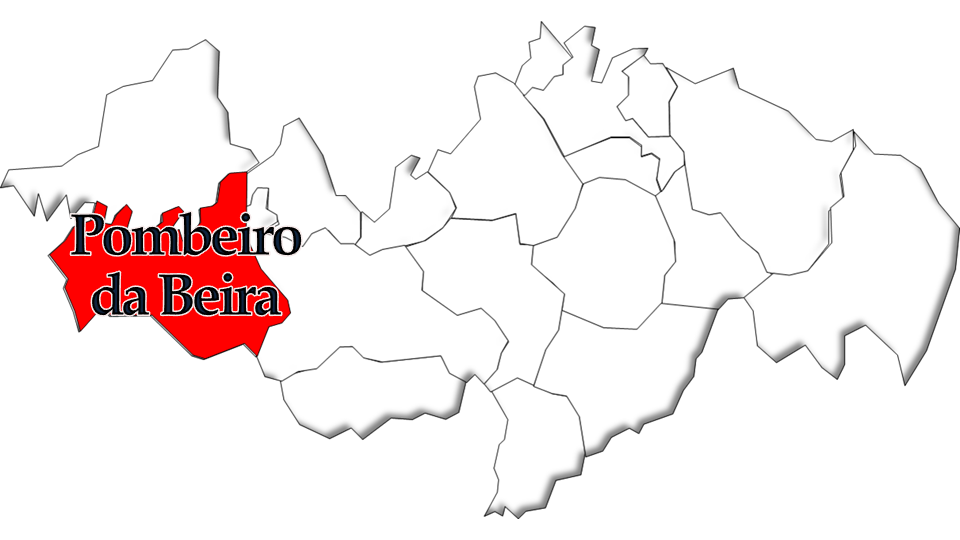
Localização no município de Arganil

## Demografia
Nota: Pelo decreto nº 38.875, de 26/08/1952, a povoação e freguesia de Pombeiro passou a designar-se Pombeiro da Beira e a povoação de Vilarinho, desta freguesia, passou a denominar-se Vilarinho de Alva (Fonte: INE).
A população registada nos censos foi:
| Distribuição da População por Grupos Etários | Distribuição da População por Grupos Etários | Distribuição da População por Grupos Etários | Distribuição da População por Grupos Etários | Distribuição da População por Grupos Etários |
| -------------------------------------------- | -------------------------------------------- | -------------------------------------------- | -------------------------------------------- | -------------------------------------------- |
| Ano                                          | 0-14 Anos                                    | 15-24 Anos                                   | 25-64 Anos                                   | > 65 Anos                                    |
| 2001                                         | 151                                          | 151                                          | 571                                          | 379                                          |
| 2011                                         | 110                                          | 88                                           | 487                                          | 325                                          |
| 2021                                         | 71                                           | 73                                           | 388                                          | 371                                          |

## Património
- Igreja Matriz de Pombeiro da Beira, incluindo dois túmulos existentes na parede e no pavimento da capela-mor.
- Capela da Póvoa da Rainha Santa ou Capela da Rainha Santa
- Pelourinho de Pombeiro da Beira
- Capela do Bom Jesus
- Capela de Santa Quitéria datada do século XVII

## Personalidades célebres
- Senhor de Pombeiro, Conde de Pombeiro e Marquês de Pombeiro
- Pedro Santana Lopes, político e antigo primeiro-ministro